# Bean Scripting Framework
A Bean Scripting Framework lehetővé teszik Java kódban scriptek használatát. Rengeteg class-t tartalmaz Java alkalmazásokon belüli script-eléshez valamint Java objektumok és metódusok dinamikus hozzáféréséhez. Csak néhány nyelv, ami BSF-el kombinálva használható java kódban: Python, Jython, Tcl, JRuby, Groovy. A nyelvvel együtt természetesen az adott nyelv saját osztálykönyvtára is elérhetővé válik.
BSF-et eredetileg az IBM fejlesztette, majd adományozta az Apache Software Foundation-nak. Így lett eredetileg az Apache Jakarta projekt része, majd később vált az Apache Commons részévé.
A BSF egy változatát a JSR223 script motort a Java SE 6-tal is szállítja az Oracle. A Java SE 6 csak a Rhino JavaScript Engine for Java version 1.6R2 script motor-t tartalmazza, míg JSR223 keretrendszer valójában számtalan más script motort is támogat.JSR223 egy script motort használ scriptek integrációjához Java forráskódban.
JSR223 a következő script motorokat tartalmazza: BeanShell, Jython, JRuby, JavaScript, Groovy és még néhányat.

## Fordítás
Ez a szócikk részben vagy egészben  a   Bean Scripting Framework című angol Wikipédia-szócikk ezen változatának fordításán alapul.  Az eredeti cikk szerkesztőit annak laptörténete sorolja fel. Ez a jelzés csupán a megfogalmazás eredetét és a szerzői jogokat jelzi, nem szolgál a cikkben szereplő információk forrásmegjelöléseként.